# إيجي شيراي
إيجي شيراي (باليابانية: 白井 永地) (26 سبتمبر 1995 في تشيبا في اليابان – )؛ هو لاعب كرة قدم ياباني سابق كان يلعب كلاعب وسط.

## وصلات خارجية
- إيجي شيراي على موقع رابطة كرة القدم اليابانية للمحترفين (اليابانية)
- إيجي شيراي على موقع قاعدة بيانات كرة القدم.إي يو (الإنجليزية)
- إيجي شيراي على موقع Soccerway.com (الإنجليزية)
- إيجي شيراي على موقع عالم كرة القدم.نت (الإنجليزية)